# 南町 (下川町)
南町（みなみまち）は、北海道上川地方の上川郡下川町にある地名である。郵便番号は098-1204である。

## 地理
下川町の市街地の南部に位置する。地域は市街地、工業用地、農地、山林として利用されている。東は三の橋、南は班渓、西は西町、北は幸町、共栄町、緑町に接する。

## 歴史
旧来の通称は末広町（すえひろちょう）、新町（しんまち）で、公区（行政区）として末広町公区、新町公区、中成南公区を含む。開拓当初は農地として開発されたが、旧JR北海道名寄本線下川駅の裏にあたることから、早くから木工場などの工業地帯や材木・鉱石等の土場として利用され、のちには市街地に近くまとまった土地があったことから、中学校などの公共施設や、公営住宅などの住宅街として発展してきた。

### 地名の由来
市街地の南部にあること由来する。

### 沿革
- 1924年（大正13年）1月1日 - 下川村分村に伴い、11字が設置される。
- 1984年（昭和59年）4月1日 - 従来の字を改正し、南町が設置される。

### 町名の変遷
| 実施後 | 実施年月日   | 実施前（各字名ともその一部） |
| ------ | ------------ | ---------------------------- |
| 南町   | 1984年4月1日 | 下川原野、名寄原野、名寄     |

## 交通

### バス
- 下川町コミュニティバス

### 道路
- 北海道道354号ペンケ下川停車場線 - 殖民区画の上名寄原野南1号（23線～27線）

## 施設
- 下川町立下川中学校
  - 1947年（昭和22年）5月12日 - 下川村立下川中学校開校、下川小学校に併置
  - 1948年（昭和23年）11月22日 - 下川中学校独立校舎設立（現下川町民スポーツセンターの場所）
  - 1949年（昭和24年）12月1日 - 下川町立下川中学校に改称
  - 1978年（昭和53年）4月1日 - 町内の中学校を統合し、現在地に新築移転
- 下川町民スポーツセンター - 旧下川中学校体育館
- 下川町B&G海洋センター - 旧下川中学校敷地内
- 下川町民総合グランド - 旧下川中学校グラウンド
- 下川町スキー場
- 下川町多目的宿泊交流施設「アイキャンハウス」 - 旧末広保育所跡
- 下川町幼児センター「こどものもり」
- 下川町地域間交流施設「森のなか ヨックル」
- 末広会館、新町会館